# هنباندهو (نونو)
هنباندهو (به لاتین: Henbandhoo) یک منطقهٔ مسکونی در مالدیو است که در Noonu Atoll واقع شده‌است. هنباندهو ۴۹۱ نفر جمعیت دارد.